# Río Népoui
El río Népoui es un río de Nueva Caledonia. Tiene un área de influencia de 177 kilómetros cuadrados.